# Dobu
Le dobu (en anglais dobuan) est une des langues de la pointe papoue qui fait partie des langues océaniennes. Elle est parlée par 10 000 locuteurs environ dont 60 % sont monolingues, dans la province de Milne Bay, dans le district Esa'ala, à Sanaroa, Dobu et une partie des îles Fergusson et Normanby (500 villages).
Il comprend les dialectes suivants : Galubwa, Sanaroa, Ubuia, Central Dobu, Loboda (Roboda, Dawada-Siausi).  Il est proche à 56 % avec le lexique du molima. Le dobu est utilisé comme langue véhiculaire dans la plupart des îles d'Entrecasteaux pour environ 100 000 locuteurs. Ses locuteurs utilisent également le motu, l'anglais ou d'autres langues proches. C'est une langue SOV.

## Écriture
| ‘   | A a   | B b | BW bw | D d | E e   | G g | GW gw | I i | K k | KW kw | L l |
| M m | MW mw | N n | O o   | P p | PW pw | S s | T t   | U u | W w | Y y   |     |